# Ravenel
Ravenel è un comune francese di 1 155 abitanti situato nel dipartimento dell'Oise della regione dell'Alta Francia.

## Storia

### Simboli
È un'arma parlante: vi è raffigurato un ravanello selvatico (in francese ravenelle) che fa riferimento al nome del paese.

## Società

### Evoluzione demografica
Abitanti censiti